# 鍛冶
鍛冶（かじ、たんや）は、金属を鍛錬して製品を製造すること。鍛冶を業とする職人や店は鍛冶屋ともいう。欧州では針鍛冶や鎖鍛冶、日本では刀鍛冶や道具鍛冶のように地域ごとに分業化がみられる。

## 歴史
鉄の文化の発祥は詳細には分かっていないが、発掘調査から少なくとも紀元前2300年頃のアナトリアでは鉄の器物が制作されていた。世界最古の鉄器は短剣で、多量のニッケルを含むことから、隕鉄を素材にしていると考えられている。

### 欧州
ヨーロッパで鉄の文化が始まったのは紀元前800年頃とされる。
中世の村落社会で農民は工業製品について自己の工業労働で賄っていたが、鎌、鋤、鍬、刃物、鍋などの金属製品は鍛冶屋に注文していた。
西洋の鍛冶職はその製品ごとに専門職が分化しており、錠前を造る錠前工、馬具の拍車を造る拍車工のほか、針鍛冶や鎖鍛冶などがいた。

### 日本
日本で鉄を利用した器具が用いられるようになったのは弥生時代とされる。この時代の鉄器は主に浸炭鍛造であり、鋼（刃金）と錬鉄（地金）の区分は十分になされていなかった。
12世紀になると鍛冶職人は独立した職業形態となり、金属加工全般を行っていたものも鉱物資源ごとに分化していった。ここから分化したのが刀鍛冶であり、15世紀の中頃には野鍛冶（農鍛冶）が分化し、さらに16世紀後半には鉄砲鍛冶や包丁鍛冶が分化した。
中世に入ると鉄の供給が増え、多くの人が鉄器を利用できるようになり鉄器工業の技術も大きく発展した。製鉄法も発達し、鋼を得るケラ押し法と銑鉄を得るズク押し法が確立した。得られたばかりの銑鉄（ズク鉄）は粘りがなく融点が低いことから鋳物に用いられた。また、銑鉄を長時間熱し炭素を酸化させ鍛造したものが軟鉄（包丁鉄）であり、この工程を大鍛冶と呼んだ。
各地に特産地が形成され、和泉堺の庖丁、播磨三木の大工道具、越後三条・越前武生の鎌、近江甲賀 ・土佐山田の木挽鋸などがその代表格であった。
村々の鍛冶は、屋外にて砂鉄から野たたらを用いて精錬するのが普通であったが、近世後期にたたら炉が普及したことで生産効率が向上して以前よりも大量の生産を可能とした。中国山地に鉄を供給する製鉄の専業集団が成立して以来、材料鉄を他所から調達し鍛造作業のみを行う鍛冶屋も成立するようになった。
明治時代になると刀鍛冶や鉄砲鍛冶は需要が激減し、廃業したり野鍛冶に転身した。
その後、高度経済成長期になり、農村では機械化が進んで農具の活躍の場が減ったことで野鍛冶も減少したが、金属加工の機械化により各工程の負担軽減と生産性の向上を図っている。

## 鍛冶と鍛治
鍛冶も鍛治もそもそも漢語にはない語で、古代の日本で「かじ」を鍛冶と書いたもの。鍛工の鍛と冶金の冶をあわせて鍛冶（かじ）としたものらしい。大田南畝によれば鍛冶を鍛治と書くのは和名抄の頃からみられる訛（あやま）りであるとする。
また、中世の多くの辞書では「鍛」ではなく「鍜（か）」の字を当てるのが正しいとされていたが、世間では漢字の鍛冶（タンヤ）と鍜治（カヂ）の字形が似ていることから混同された。室町時代の『節用集』には、「鍛冶」をカヂと発音するのは誤りであるが、この誤りを改めることができないと記されている。鍛冶を「かじ（かぢ）」と読む当て字は平成22年（2010年）に常用漢字表に追加され、公式な日本語として認められた。
非常に古くからある異字であるため治の（おさめる・ととのえる）字義から叩いて直すことを「鍛治」と区別しているような例も見られる。一般には金属の鋳造など普通名詞をふくめて「かじ」は鍛冶と書き、鍛治は人名や地名など特別な固有名詞の扱いとなる。

## 著名な鍛冶師
神、伝説
- 北欧神話：Dvalinn、en:Durinn、イーヴァルディ、レギン、ブロックとエイトリ(シンドリ)
- en:Loan Maclibuin - ノルウェーの伝説の「ドロンハイムのダークスミス」として知られる。ノルウェー王Wynpet（風の冠）の第七子。ダークは肌の色が黒くなっている事から付けられた。
- ヴェルンド　- ゲルマン人の伝承に登場する鍛冶師
- トバルカイン - 旧約聖書に登場する初めて鉄や銅の刃物を鍛えた鍛冶の始祖

中国
- 欧冶子 - 春秋時代末期越国の刀鍛冶師[9]。五柄宝剑の他、多くの名剣を作り上げた。
- 干将・莫耶 - 春秋時代の鍛冶屋夫婦。「莫耶」は欧冶子の娘で、干将・莫耶と欧冶子は同門であったとされる。

日本
ヨーロッパ
- アントン・ペッフェンハウゼル
- クンツ・ロホネル
- フィリッポ・ネグローリ